# Nicolești (okręg Marusza)
Nicolești – wieś w Rumunii, w okręgu Marusza, w gminie Crăciunești. W 2011 roku liczyła 735 mieszkańców.